# Камино
Камино (итал. Camino) — коммуна в Италии, располагается в регионе Пьемонт, в провинции Алессандрия.
Население составляет 798 человек (2008 г.), плотность населения составляет 42 чел./км². Занимает площадь 18 км². Почтовый индекс — 15020. Телефонный код — 0142.
Покровителем коммуны почитается святой Лаврентий, празднование 10 августа.

## Демография
Динамика населения:

## Администрация коммуны
- Официальный сайт: http://www.comune.camino.al.it/ Архивная копия от 6 сентября 2010 на Wayback Machine